# Erika Vikman

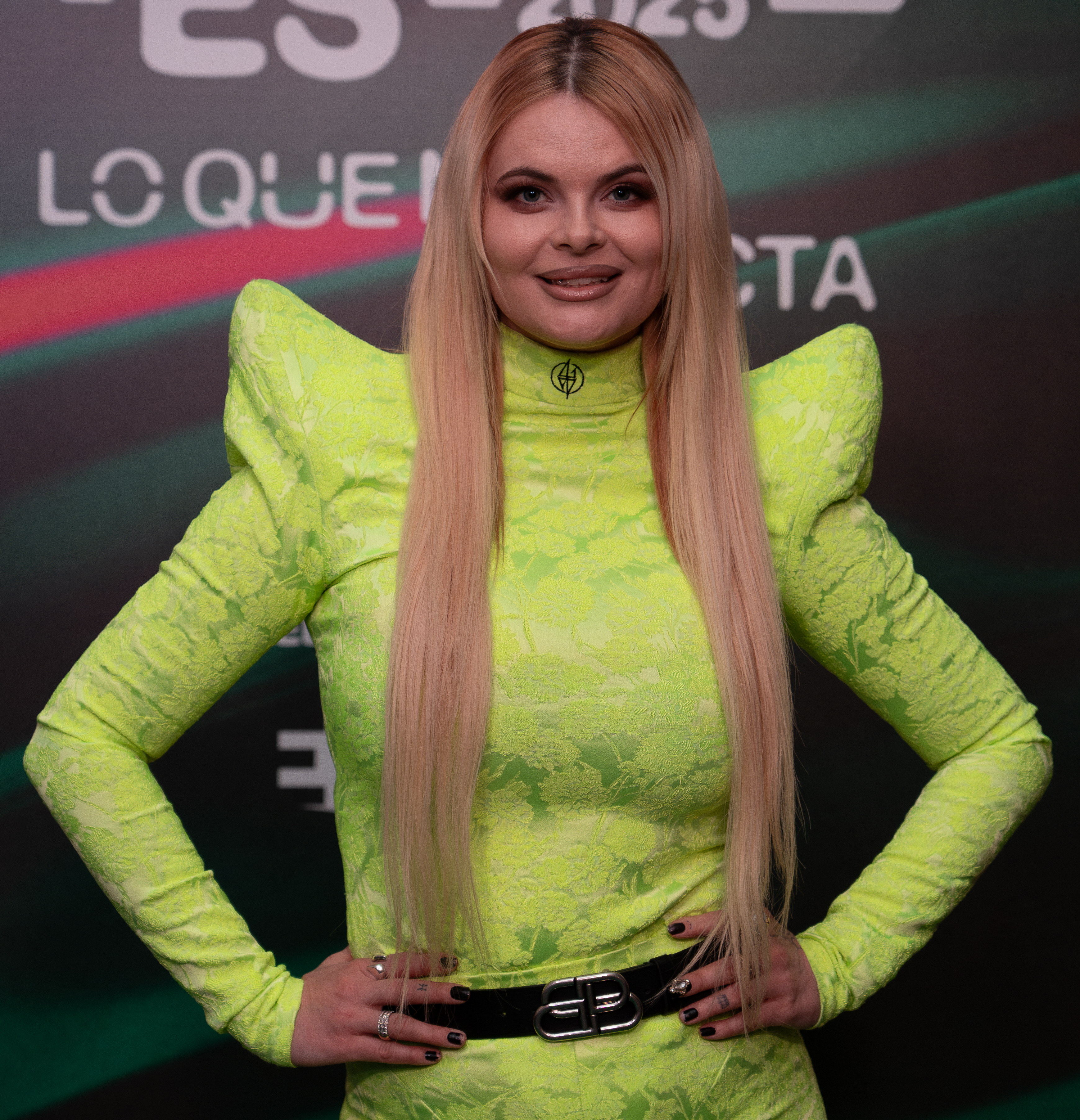
Erika Vikman, 2025

Erika Susanna Vikman (* 20. Februar 1993 in Tampere) ist eine finnische Sängerin. Beim Eurovision Song Contest 2025 belegte sie mit dem Lied Ich komme Platz 11.

## Biografie

### Musikalische Karriere
Vikman gewann 2008 in der Mädchenkategorie der Tangojunioren (Tangojuniori) des Satumaa-Gesangswettbewerbs für Kinder und Jugendliche. Sie schloss 2013 die Sekundarstufe II mit dem Abitur ab und wurde am Musikinstitut Pirkanmaa (Pirkanmaan musiikkiopisto) zum Studieren von Pop/Jazz-Gesang zugelassen. Im selben Jahr beteiligte sie sich an der siebten Staffel von Idols, der finnischen Ausgabe von Pop Idol. Sie kam unter die letzten 12, schied zunächst in der vierten Finalrunde aus und nach einem Wiedereintritt erneut im Viertelfinale. 2015 trat Vikman beim Tangomarkt (Tangomarkkinat) in Seinäjoki auf und wurde Zweite des dazugehörigen Gesangswettbewerbs. Im darauffolgenden Jahr wurde sie Erste und sogenannte Tangokönigin (Tangokuningatar). Danach unterschrieb sie einen Plattenvertrag bei Sony Music, herausgebrachte Singles blieben indes ohne Erfolg.
Seit 2019 ist sie bei Warner Music Finland unter Vertrag. Im November 2019 reichte Vikman einen von 426 Beiträgen für den Uuden Musiikin Kilpailu 2020 ein, dem finnischen Vorentscheid zum Eurovision Song Contest 2020 und wurde von einer Jury unter die sechs Teilnehmer gewählt. Mit ihrem Lied Cicciolina wurde sie am 7. März 2020 Dritte der Jury- und Erste der Zuschauerwertung und insgesamt Zweite. (Allerdings wurde der ESC am 18. März 2020 pandemiebedingt abgesagt.) Im Anschluss sang sie im Wespenkostüm in der ersten Staffel von Masked Singer Suomi, der finnischen Ausgabe von King of Mask Singer, und wurde im Finale Dritte. 2021 veröffentlichte sie ihr Debütalbum Erika Vikman, welches eine Woche auf Platz 1 der finnischen Albumcharts stand. 2022 nahm sie an der 13. Staffel von Vain elämää teil, der finnischen Version des Formats Beste Zangers.
2025 unternahm Vikman einen weiteren Anlauf, beim Uuden Musiikin Kilpailu die Vertreterin Finnlands beim Eurovision Song Contest zu werden. Sie wurde mit ihrem Titel Ich komme, der kurze Passagen auf Deutsch beinhaltete, von einer Jury vorausgewählt. Im Finale kam Vikman gelegen, dass dieses Mal die Zuschauerstimmen mit 75 % in die Gesamtwertung einflossen. Als Zweite der Jurywertung und überlegene Siegerin des Televotings vertrat sie Finnland beim Eurovision Song Contest 2025 in Basel. Dort wurde sie Dritte im zweiten Halbfinale und im Finale Elfte.

### Privates
Als Vikman 2015 beim Tangomarkkinat sang, saß der 51 Jahre ältere finnische Sänger Danny in der Jury. Danny bot sich Vikman mit seiner Erfahrung in der Musikbranche als Mentor an, was sie annahm. Allmählich vertiefte sich die Freundschaft zu einer Beziehung, die im Herbst 2016 – Monate nach ihrem Sieg beim darauffolgenden Tangofestival – bekannt wurde. Im September 2020 gab Vikman auf Instagram bekannt, sie und Danny wären seit einiger Zeit nur noch Freunde. Sie hat eine drei Jahre jüngere Schwester, die Vikman bei Auftritten als Background-Sängerin begleitete.

## Diskografie

### Alben
| Jahr | Titel        | Höchstplatzierung, Gesamtwochen, AuszeichnungChartsChartplatzierungen (Jahr, Titel, Platzierungen, Wochen, Auszeichnungen, Anmerkungen) | Anmerkungen                           |
| Jahr | Titel        | FI | Anmerkungen                           |
| ---- | ------------ | --- | ------------------------------------- |
| 2021 | Erika Vikman | FI1 (78 Wo.)FI | Erstveröffentlichung: 20. August 2021 |

### EPs
| Jahr | Titel       | Höchstplatzierung, Gesamtwochen, AuszeichnungChartsChartplatzierungen (Jahr, Titel, Platzierungen, Wochen, Auszeichnungen, Anmerkungen) | Anmerkungen                        |
| Jahr | Titel       | FI | Anmerkungen                        |
| ---- | ----------- | --- | ---------------------------------- |
| 2025 | Erikavision | FI18 (1 Wo.)FI | Erstveröffentlichung: 16. Mai 2025 |

### Singles
| Jahr | Titel Album                     | Höchstplatzierung, Gesamtwochen, AuszeichnungChartplatzierungen (Jahr, Titel, Album, Platzierungen, Wochen, Auszeichnungen, Anmerkungen) | Höchstplatzierung, Gesamtwochen, AuszeichnungChartplatzierungen (Jahr, Titel, Album, Platzierungen, Wochen, Auszeichnungen, Anmerkungen) | Höchstplatzierung, Gesamtwochen, AuszeichnungChartplatzierungen (Jahr, Titel, Album, Platzierungen, Wochen, Auszeichnungen, Anmerkungen) | Anmerkungen                                             |
| Jahr | Titel Album                     | FI | AT | CH | Anmerkungen                                             |
| ---- | ------------------------------- | --- | --- | --- | ------------------------------------------------------- |
| 2020 | Cicciolina Erika Vikman         | FI5 (8 Wo.)FI | — | — | Erstveröffentlichung: 27. Januar 2020                   |
| 2020 | Syntisten pöytä Erika Vikman    | FI3 (14 Wo.)FI | — | — | Erstveröffentlichung: 21. August 2020                   |
| 2021 | Häpeä Erika Vikman              | FI15 (1 Wo.)FI | — | — | Erstveröffentlichung: 9. April 2021                     |
| 2021 | Tääl on niin kuuma Erika Vikman | FI6 (5 Wo.)FI | — | — | Erstveröffentlichung: 4. Juni 2021 feat. Arttu Wiskari  |
| 2021 | Huonoja ideoita –               | FI12 (2 Wo.)FI | — | — | Erstveröffentlichung: 22. Oktober 2021 mit Antti Tuisku |
| 2023 | Elizabeth Taylor –              | FI46 (1 Wo.)FI | — | — | Erstveröffentlichung: 3. November 2023                  |
| 2024 | Myynnissä Erikavision           | FI34 (6 Wo.)FI | — | — | Erstveröffentlichung: 27. September 2024                |
| 2025 | Ich komme Erikavision           | FI2 (… Wo.)FI | AT48 (1 Wo.)AT | CH56 (1 Wo.)CH | Erstveröffentlichung: 16. Januar 2025                   |

### Gastbeiträge
| Jahr | Titel Album              | Höchstplatzierung, Gesamtwochen, AuszeichnungChartsChartplatzierungen (Jahr, Titel, Album, Platzierungen, Wochen, Auszeichnungen, Anmerkungen) | Anmerkungen                                                        |
| Jahr | Titel Album              | FI | Anmerkungen                                                        |
| ---- | ------------------------ | --- | ------------------------------------------------------------------ |
| 2019 | 7300 päivää –            | FI3 (8 Wo.)FI | DJ Oku Luukkainen & HesaÄijä feat. Erika Vikman & Danny            |
| 2024 | Ruoska People’s Champion | FI1 (17 Wo.)FI | Erstveröffentlichung: 9. Februar 2024 Käärijä feat. Erika Vikman   |
| 2024 | Aivan sama Ihminen       | FI42 (1 Wo.)FI | Erstveröffentlichung: 15. August 2024 Janna feat. Erika Vikman & F |